# Vellezzo Bellini
Vellezzo Bellini är en ort och kommun i provinsen Pavia i regionen Lombardiet i Italien. Kommunen hade 3 331 invånare (2018).